# Tobol (rijeka)
Tobol (ruski: Тобол; kazaški: Тобыл) je rijeka u Kurganskoj i Tjumenjskoj oblasti u Rusiji te u Kazahstanu. Lijeva je pritoka Irtiša.
Duljina rijeke Tobol je 1,591 km. Područje njegovog sliva je 426,000 km². Prosječni protok na ušću je 805 m³/s. Niže razine rijeke zamrznu se krajem listopada-studenoga, gornje u studenom. Ostaje pod ledom sve do druge polovice travnja - početkom svibnja. Tobol je plovna rijeka od 437. kilometra od njenog ušća.
Jedna je od četiri važne rijeke Sibirskog Kanata. Godine 1428., odigrala se bitka kod Tobola. 
Glavne pritoke Tobola su: Uj, Iset, Tura, Tavda i Ubagan.